# Шишацький краєзнавчий музей
Шишацький краєзнавчий музей — музей у смт Шишаки. Розпочав діяльність у 1967 році. 
Найцікавішими експонатами музею є зуби та уламки бивня мамонта, мідний казан скіфського періоду, бойова булава та сокира XIII століття, пістоль, шабля XIV ст., зернотерка, перший телефонний апарат Шишак, радіоприймач періоду Другої світової війни.
Музей постійно працює над пропагандою декоративно-прикладного мистецтва Шишаччини, організовуючи виставки робіт майстрів: по дереву — А. Сергеєва, В. Михайлиця; вишивальниць М. Тутки, І. Комаристої, М. Устименко, художників — М. Кармазина, Д. Ігнатова, О. Величко, О. Онацька. виставки робіт з солоного тіста та гіпсу О. Бабича, проводяться презентації книг шишацьких письменників та поетів.

## Фонди і експозиції музею
Музейна колекція розміщена у шести кімнатах і містить понад 2000 експонатів:
- архівні документи
- археологічні знахідки
- експонати, які розкривають події Другої Світової війни
- відбудову
- розвиток освіти, культури, медицини, спорту
- роки незалежності України

### Експозиційна зала
В експозиційному залі народознавства можна побачити старовинні побутові предмети: жлукто, коробка та мірниця, коряк і ночви, якими користувалися у давнину.

### Кімната про Історію Шишак
За останні роки значно оновлено експозицію кімнати про історію селища Шишаки, зокрема матеріалами про колективізацію, Голодомор 1932—1933 рр., про період встановлення незалежності України та соціально-економічний розвиток Шишацького району з 1991р. до сьогодення. 

### Кімната бойової слави
Експозиція кімнати бойової слави висвітлює героїзм українського народу та шишацьких воїнів-захисників у роки Німецько-радянської війни, під час виконання військового обов’язку за межами країни і під час ліквідації аварії на Чорнобильській АЕС. У вітринах та на стендах розміщені нагороди земляків, особисті речі, фотографії. У цій кімнаті проводяться вечори пам’яті, вшанування ветеранів Великої Вітчизняної війни, уроки мужності, уроки миру.

### Зала, присвячена видатним людям
У цій залі музею розміщені стенди, вітрини, які присвячені видатним людям, всесвітньовідомим митцям літератури та живопису, науки та техніки, життя і творча діяльність яких тісно пов’язана з шишацьким краєм: Миколі Гоголю, Володимиру Вернадському, Володимиру Короленку, братам Кричевським (Василь та Федір), Юрію Митропольському, Олександру Довженку, Вірі Пановій, Борису Вахтіну, А. П. Каришину і Опанасу Сластьону. У цій залі діє змінна виставка «Майстри Шишаччини».